# Benet

Benet este o comună în departamentul Vendée, Franța. În 2009 avea o populație de 3,662 de locuitori.